# جوش توماس (لاعب كرة قدم أمريكية أمريكي)
جوش توماس (بالإنجليزية: Josh Thomas)‏ هو لاعب كرة قدم أمريكية أمريكي، ولد في 26 يونيو 1981 في بليموث في الولايات المتحدة.

## وصلات خارجية
- جوش توماس (لاعب كرة قدم أمريكية أمريكي) على موقع مرجع كرة القدم المحترفة.كوم (الإنجليزية)
- جوش توماس (لاعب كرة قدم أمريكية أمريكي) على موقع كلية كرة القدم في سبورتس رفرنس.كوم (الإنجليزية)